# Rebeca Cotano de Juan
Rebeca Cotano de Juan (València, 20 de febrer de 1995) és una jugadora de bàsquet valenciana.
Aler pivot, es formà a les categories de formació del Ros Casares i posteriorment al Segle XXI, amb el qual debutà a la Lliga femenina 2. Formà part del València Basket Club des de la seva creació el 2013 i aconseguí els ascensos de Primera Nacional a Lliga femenina 2 (2016) i Lliga femenina (2018), on debutà la temporada 2018-19. També disputà l'EuroCup Women i es convertí en la jugadora amb més partits disputats amb el club taronja (139) i la segona màxima anotadora històrica (996). La temporada 2020-21 fitxà pel GDKO Ibaizabal i la següent pel Club Baloncesto Jairis de la Lliga Challenge. Amb el club murcià guanyà la fase final d'ascens a la Primera Divisió (2021-22). L'estiu de 2023 fitxà pel Club Joventut Badalona i aconseguí l'ascens a la Lliga femenina al final de la temporada 2023-24.
Entre d'altres reconeixements, la seva samarreta amb el dorsal número 12 està exposada al Museu de l'Alqueria de Bàsket, com a reconeixement per la seva trajectoria a l'equip valencià.